# Емилия Реджепи
Емилия Реджепи (на албански: Emilija Rexhepi) е косовска политичка, председателка на Нова демократична партия, която представлява интересите на бошняшкото малцинство. Била е министър на администрацията и местното самоуправление на Косово (3 февруари 2020 – 3 юни 2020). От 22 март 2021 г. е заместник министър-председател на Косово по въпросите на малцинствата и човешките права в правителството на Албин Курти. Владее бошняшки (сърбохърватски), албански, турски и английски език.

## Биография
Родена е на 15 юли 1973 г. в град Призрен, Социалистическа република Сърбия, СФРЮ. Завършва висше педагогическо образование и магистърска степен по политически науки.
Била е член на общинския съвет на Призрен, заместник-председател на събранието на Призрен и заместник-министър на икономическото развитие и енергетиката.
Бошняшката общност в Косово е представена от коалиция „Вакат“, между три политически партии. Преди парламентарните избори през 2010 г. тя основава Новата демократическа партия през 2009 г. и става първата жена, оглавила политическа партия в Косово. След изборите през 2010 г. партията печели едно място в парламента и запазва този резултат на следващите избори. След парламентарните избори през 2014 г. тя е избрана за първи път за депутат в Събранието на Косово. На парламентарните избори през 2017 г. е преизбрана.
Според конституцията на Косово едно министерство трябва да се оглавява от представител на едно от националните малцинства. Като представител на бошняшкото национално малцинство Емилия Реджепи влиза в първото правителство на Албин Курти, сформирано след резултатите от парламентарните избори през 2019 г. Тя е назначена за министър на администрацията и местното самоуправление. На 3 февруари 2020 г. Събранието на Косово одобрява правителството на Курти. На 25 март парламентът гласува вот на недоверие към правителството на Курти заради отказа да обяви извънредно положение поради пандемията от COVID-19.
Като представител на бошняшкото национално малцинство Емилия Реджепи влиза във второто правителство на Албин Курти, сформирано след резултатите от парламентарните избори през 2021 г. Тя е назначена за трети заместник министър-председател, отговарящ за малцинствата и човешките права.